# Pero levera
Pero levera là một loài bướm đêm trong họ Geometridae.